# كليبر إشونك تنر
كليبر إشونك تنر (بالبرتغالية: Schwenck‏) (8 فبراير 1979 في نوفا إيغواسو في البرازيل – )؛ هو لاعب كرة قدم كان يلعب كمهاجم.

## وصلات خارجية
- كليبر إشونك تنر على موقع رابطة كرة القدم اليابانية للمحترفين (اليابانية)
- كليبر إشونك تنر على موقع دوري كوريا الجنوبية (الإنجليزية)
- كليبر إشونك تنر على موقع قاعدة بيانات كرة القدم.إي يو (الإنجليزية)
- كليبر إشونك تنر على موقع Soccerway.com (الإنجليزية)
- كليبر إشونك تنر على موقع عالم كرة القدم.نت (الإنجليزية)